# همایون غنی‌زاده
همایون غنی‌زاده (زادهٔ ۱۴ آذر ۱۳۵۹ در تهران) کارگردان، فیلم‌نامه‌نویس و هنرپیشه تئاتر و سینمای ایران است.

## زندگی و فعالیت‌ها
همایون غنی‌زاده فعالیت خود را در عرصهٔ تئاتر از ۱۹ سالگی آغاز و کار خود را با تأسیس گروه هنری مونگو شروع کرد و تاکنون بیش از ۸ اثر نمایشی را به روی صحنه برده‌است. از میان نمایش‌های همایون غنی‌زاده دو نمایش «می‌سی‌سی‌پی نشسته می‌میرد» و «کالیگولا» با استقبال مخاطبان تئاتر مواجه شدند. «کالیگولا» در سال ۹۴ رکورد فروش را در اختیار داشت و پس از آن در سال ۹۵ نمایش «می‌سی‌سی‌پی نشسته می‌میرد» با استقبال مواجه شد و رکورد فروش تئاتر در ایران را از آن خود کرد.
۱۰ بهمن ۱۳۹۸ همایون غنی‌زاده، تندیس بهترین خلاقیت و استعداد درخشان را برای فیلم مسخره‌باز از سیزدهمین جشن منتقدان و نویسندگان سینما دریافت کرد. او جایزه‌اش را به پویا بختیاری تقدیم نمود.

## حاشیه
در مهر ۱۴۰۲ پس از آنکه مرضیه برومند، مدیرعامل خانه سینما در مراسم خاکسپاری داریوش مهرجویی گفت: «با ما خوب باشید با اسرائیل هم می‌جنگیم» همایون غنی‌زاده با اشاره به محدودیت‌ها و مشکلات هنرمندان در ایران گفت: «ما از کنج سلول‌های زندان‌مان! به شما خیره شده‌ایم و گلویمان دریده می‌شود وقتی برای نرم‌تر شدن چماق تحقیر و سرکوب یا اعتباری تقلبی و یا برای پول التماس می‌کنید... این سد را طوری می‌شکنید که گویی هیچ اتفاقی نیافتاده است. این خیانت است.» و ادامه داد: «روش التماس به حکومت سال‌ها سنت ما ملت بود! باید با شرمساری اعتراف کرد ما هنرمندان و اهل فرهنگ سالها از جریانات برجسته وتاثیرگذار این سنت زشت بوده‌ایم. سنت زشتی آمیخته و آلوده به چاپلوسی و ریا به منظور ایجاد روزنه‌ای از ترحم سیستم!»

## آثار

### کارگردانی تئاتر
- نمایش در انتظار گودو (سال ۱۳۸۳) نوشته ساموئل بکت - ترجمه نجف دریا بندری با بازی جواد نمکی، هومن شباهنگ، همایون غنی زاده و حمیدرضا لطیفی
- نمایش آگاممنون (۱۳۸۵)[۸]
- نمایش آنتیگونه (۱۳۸۵ و ۱۳۹۱) (محصول مشترک ایران و استونی)[۹]
- نمایش پادشاه می‌میرد یا سیزده سیزده تبصره ۸ (۱۳۹۲) (محصول مشترک ایران و استونی)[۱۰]
- نمایش ددالوس و ایکاروس (۱۳۹۱)[۱۱]
- نمایش در انتظار گودو (۱۳۹۲) - سالن اصلی تئاتر شهر
- نمایش ملکهٔ زیبایی لی‌نین (۱۳۹۲) - سالن اصلی تئاتر شهر
- نمایش کالیگولا (۱۳۹۴) - تالار وحدت
- نمایش می‌سی‌سی‌پی نشسته می‌میرد (۱۳۹۵) - تالار وحدت
- نمایش آژاکس و گزارش یک خودکشی (۱۳۹۵) (محصول مشترک ایران و استونی)
- نمایش می‌سی‌سی‌پی نشسته می‌میرد (۱۳۹۷) - تالار وحدت

### کارگردانی سینما
- مسخره‌باز (۱۳۹۷)

(سیمرغ بلورین «بخش نگاه نو») که البته این سیمرغ را نپذیرفت. اما برای جایزه هنر و تجربه روی سن رفت و جایزه را دریافت کرد.

### بازیگری
- فیلم سینمایی اژدها وارد می‌شود (۱۳۹۴) (به کارگردانی مانی حقیقی)[۱۲]

## جوایز
- تندیس بهترین خلاقیت و استعداد درخشان برای فیلم مسخره‌باز از سیزدهمین جشن بزرگ منتقدان و نویسندگان سینما[۱۳]
- ۱۳۹۸ - جایزه ویژه هیئت داوری برای بهترین فیلمنامه برای فیلم مسخره‌باز از سی و پنجمین جشنواره فیلم ورشو
- بهترین فیلم هنر و تجربه برای فیلم مسخره‌باز از سی و هفتمین دوره جشنواره فیلم فجر جایزه سیمرغ بلورین بهترین فیلم اول برای فیلم مسخره‌باز از سی و هفتمین جشنواره فیلم فجر
- جایزهٔ بهترین کارگردانی برای نمایش ددالوس و ایکاروس از بیست و پنجمین جشنوارهٔ تئاتر فجر[۱۴]
- سیمرغ بلورین بهترین فیلم بخش هنر و تجربه برای فیلم مسخره‌باز از جشنواره سی و هفتم فیلم فجر
- برگزیدهٔ بهترین نمایش سال ۹۵ برای نمایش می‌سی‌سی‌پی نشسته می‌میرد از شانزدهمین جشن انجمن منتقدان و نویسندگان خانهٔ تئاتر[۱۵]
- نامزد بهترین بازیگر نقش مکمل از انجمن منتقدان و نویسندگان سینمای ایران برای اژدها وارد می‌شود[۱۶]
- حضور در بخش مسابقهٔ شصت و ششمین جشنوارهٔ فیلم برلین برای فیلم اژدها وارد می‌شود[۱۷]
- سیمرغ بلورین بخش نگاه نو برای فیلم مسخره‌باز از سی و هفتمین جشنواره فیلم فجر که شخصاً برای دریافت جایزه نرفت و یک شهروند افغانستانی را برای دریافت جایزه فرستاد. وی برای این عدم دریافت جایزه عنوان کرد که چون جایزه این بخش نگاه نو نامیده می‌شود و به نظر می‌رسد که او نتوانسته نگاه نویی به جشنواره تزریق کند از دریافت جایزه خودداری کرد.